# Guiry-en-Vexin
Guiry-en-Vexin é uma comuna francesa na região administrativa da Ilha de França, no departamento do Vale do Oise. Estende-se por uma área de 6.16 km². Em 2010 a comuna tinha 148 habitantes (densidade: 24 hab./km²).